# Siblingen
Siblingen es una comuna suiza del cantón de Schaffhausen. Limita al norte con la comuna de Schleitheim, al noreste con Schaffhausen, al este con Beringen, al sureste con Löhningen, al sur con Neunkirch, y al oeste y noroeste con Gächlingen.